# آرتاشس نازینیان
آرتاشس مکرتچی نازینیان (ارمنی: Արտաշես Մկրտչի Նազինյան؛  زادهٔ ۲۳ فوریهٔ ۱۹۲۴ - درگذشته ۲ اوت ۱۹۹۹)، نویسنده، لغت‌شناس اهل ارمنستان بود.

## زندگی‌نامه
وی در ۱۹۲۴ در آچاجور به دنیا آمد . وی در انستیتو باستان‌شناسی و قوم‌نگاری فعالیت می‌کرد. وی همچنین برنده جوایزی همچون نشان ستاره سرخ شد. وی در ۱۹۹۹ در سن ۷۵ سالگی در ایروان درگذشت.

## آثار
از جمله نویسندگانی بود که افسانه‌های کهن ارمنی را در کتابی به نام افسانه‌های عامیانه ارمنی (ارمنی: Հայկական ժողովրդական հեքիաթներ هایکاکان ژوغوورداکان هکیاتنر) بازنویسی و به سال ۱۹۵۶ میلادی در ارمنستان به چاپ رساند.

## یادداشت
1. ↑  բանասիրական գիտությունների թեկնածու